# 安娜·西顿
安娜·西顿（英語：Anna Seaton，1964年2月12日—），美国女子赛艇运动员。她曾代表美国参加1988年和1992年夏季奥林匹克运动会赛艇比赛，其中1992年奥运会获得一枚铜牌。